# Netopýrovití
Netopýrovití (Vespertilionidae) představují nejpočetnější, kosmopolitně rozšířenou čeleď letounů, jež zahrnuje téměř 500 žijících druhů. Především historické systémy mezi netopýrovité sdružují i zástupce dnes již samostatných čeledí tadaridovití, létavcovití a žlázokřídlecovití, jež byly osamostatněny až díky rozmachu molekulárně-fylogenetických analýz. Netopýrovití představují rozmanitou skupinu co do zbarvení i různých tělesných charakteristik, jejich váha se pohybuje mezi 4 až 50 g. Na rozdíl od řady jiných letounů, jako jsou listonosovití, jim až na výjimky chybí listovitý výrůstek na nose, stejně jako různé výběžky a modifikace spodních pysků. Vyznačují se výraznými ušními boltci, malýma očima a relativně dlouhým ocasem, jenž je téměř zcela zanořen v uropatagiální membráně.
Většina netopýrovitých patří mezi noční hmyzožravce, kteří se v prostoru orientují pomocí frekvenčně modulovaných echolokačních signálů, vysílaných prostřednictvím otevřené tlamy. Je pro ně typický život v koloniích, ačkoli existují i samotářsky žijící zástupci. Netopýři žijící v mírných oblastech přes zimu často hibernují, přičemž s utvářením zimujících kolonií se pojí i začátek období rozmnožování. Samice v takovém případě praktikují tzv. odložené oplodnění, kdy se sice spáří již na podzim, ale spermie si přes zimu schraňují v děloze a využijí je až na jaře. Během léta pak dochází k vyštěpování mateřských kolonií, v nichž samice rodí a vychovávají mláďata.

## Systematika a evoluce
Čeleď netopýrovitých, odb. Vespertilionidae, poprvé popsal britský zoolog John Edward Gray roku 1821 pod stále platným vědeckým jménem. Odborné pojmenování vychází ze jména typového rodu Vespertilio a má původ v nové latině (z lat. vesper = večer).
V rámci tradiční systematiky letounů představovali netopýrovití jednu z čeledí početného podřádu netopýři (Microchiroptera). Moderní systematika letounů, na základě níž nejsou původní netopýři monofyletickým taxonem, klasifikuje čeleď netopýrovitých v rámci podřádu netopýrotvaří (Yangochiroptera) a nadčeledi netopýrovci (Vespertilionoidea). Netopýrovci vyjma čeledi netopýrovitých dále zahrnují čeledi natalovití (Natalidae), létavcovití (Miniopteridae), žlázokřídlecovití (Cistugidae) a tadaridovití (Molossidae), přičemž se zdá, že Vespertilionidae se sdružují zřejmě s čeleděmi Miniopteridae + Cistugidae. Doba divergence netopýrovitých je odhadnuta na asi 50 milionů let, s výraznou evoluční radiací, která započala před asi 36 miliony lety (tj. na konci eocénu). Vůči celému tomuto kladu představují sesterský taxon Molossidae, Natalidae pak mohou být bazální linii v rámci všech netopýrovců. Schéma předpokládané fylogeneze znázorňuje níže zobrazený kladogram:
|  | Miniopteridae                                                   |
|  |                                                                 |
|  | \| \| Cistugidae \| \| \| \| \| \| Vespertilionidae \| \| \| \| |
|  |                                                                 |
|  | Cistugidae                                                      |
|  |                                                                 |
|  | Vespertilionidae                                                |
|  |                                                                 |

|  | Cistugidae       |
|  |                  |
|  | Vespertilionidae |
|  |                  |

|  | Miniopteridae                                                   |
|  |                                                                 |
|  | \| \| Cistugidae \| \| \| \| \| \| Vespertilionidae \| \| \| \| |
|  |                                                                 |
|  | Cistugidae                                                      |
|  |                                                                 |
|  | Vespertilionidae                                                |
|  |                                                                 |

|  | Cistugidae       |
|  |                  |
|  | Vespertilionidae |
|  |                  |

|  | Miniopteridae                                                   |
|  |                                                                 |
|  | \| \| Cistugidae \| \| \| \| \| \| Vespertilionidae \| \| \| \| |
|  |                                                                 |
|  | Cistugidae                                                      |
|  |                                                                 |
|  | Vespertilionidae                                                |
|  |                                                                 |

|  | Cistugidae       |
|  |                  |
|  | Vespertilionidae |
|  |                  |

|  | Miniopteridae                                                   |
|  |                                                                 |
|  | \| \| Cistugidae \| \| \| \| \| \| Vespertilionidae \| \| \| \| |
|  |                                                                 |
|  | Cistugidae                                                      |
|  |                                                                 |
|  | Vespertilionidae                                                |
|  |                                                                 |

|  | Cistugidae       |
|  |                  |
|  | Vespertilionidae |
|  |                  |

Čeleď celkem zahrnuje více než 50 rodů a téměř 500 druhů (přehled rodů je uveden v závěru tohoto článku). Běžné je rozčlenění netopýrovitých na následující čtyři podčeledi:
- Kerivoulinae Miller, 1907 – kerivuly
- Murininae Miller, 1907 – muriny
- Myotinae Tate, 1942
- Vespertilioninae Gray, 1821 – praví netopýři

Vnitřní systematika natopýrovitých však v průběhu historie doznala značných proměn a na základě velké rozmanitosti celé čeledi zůstává nadále problematická. Netopýrovití historicky představovali spíše sběrný taxon („waste-basket taxon“) pro celou škálu různých letounů, kteří sem byli sdružování na základě zubní morfologie. Postupného osamostatnění se tak díky molekulárně-fylogenetickým studiím postupně dostalo zmiňovaným tadaridovitým, létavcovitým a roku 2010 i žlázokřídlecovitým. Naopak molekulární fylogeneze vylučuje existenci některých zvažovaných samostatných čeledí, jako jsou netopýři pláštíkoví (Antrozoidae), kteří jsou nyní klasifikování coby tribus Antrozoini v rámci podčeledi Vespertilioninae.
Podčeleď Vespertilioninae se dále dělí na četné triby, jejich přirozenost a vzájemné příbuzenské vazby však zůstávají předmětem výzkumů. Podčeleď Myotinae byla oddělena od zástupců podčeledi Vespertolioninae. Ačkoli zahrnuje pouze tři rody, typový rod celé podčeledi, Myotis, je kosmopolitně rozšířen a s více než stovkou známých druhů představuje nejpočetnější rod netopýrů vůbec a zároveň i nejrozšířenější rod savců vůbec, nepočítaje člověka a jeho domestikovaná zvířata. Vnitřní systematika rodu Myotis rovněž podléhá dalším revizím a průběžně jsou identifikovány jeho nové druhy. Na základě fosilních záznamů spadá původ rodu Myotis do oligocénu, nejstarší fosilie byly objeveny na evropském kontinentu. Nepočetné podčeledi kerivul a murin jsou naopak zřejmě monofyletické a jejich systematika nebudí tolik otázek a kontroverzí.

## Popis

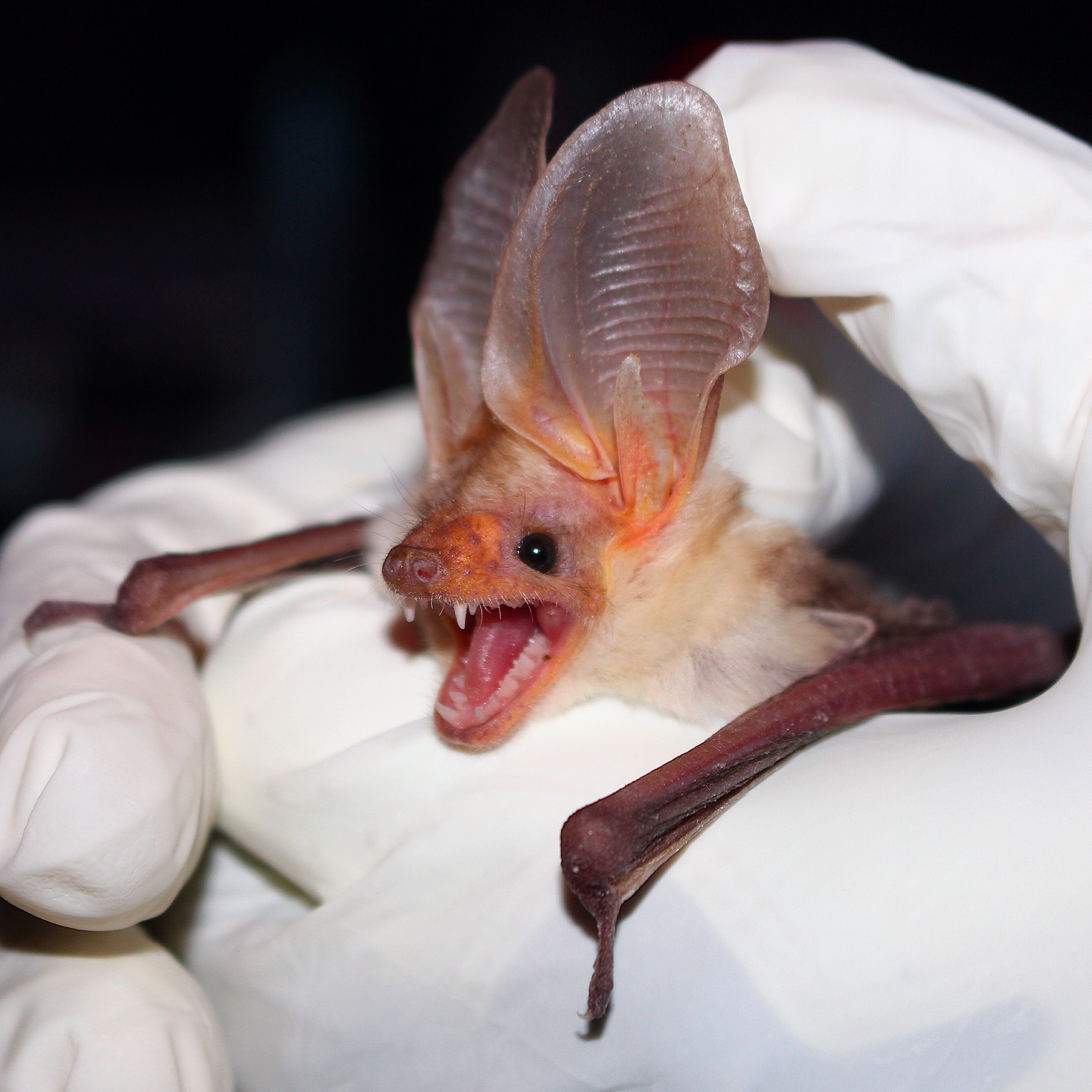
Netopýr pláštíkový, detail hlavy

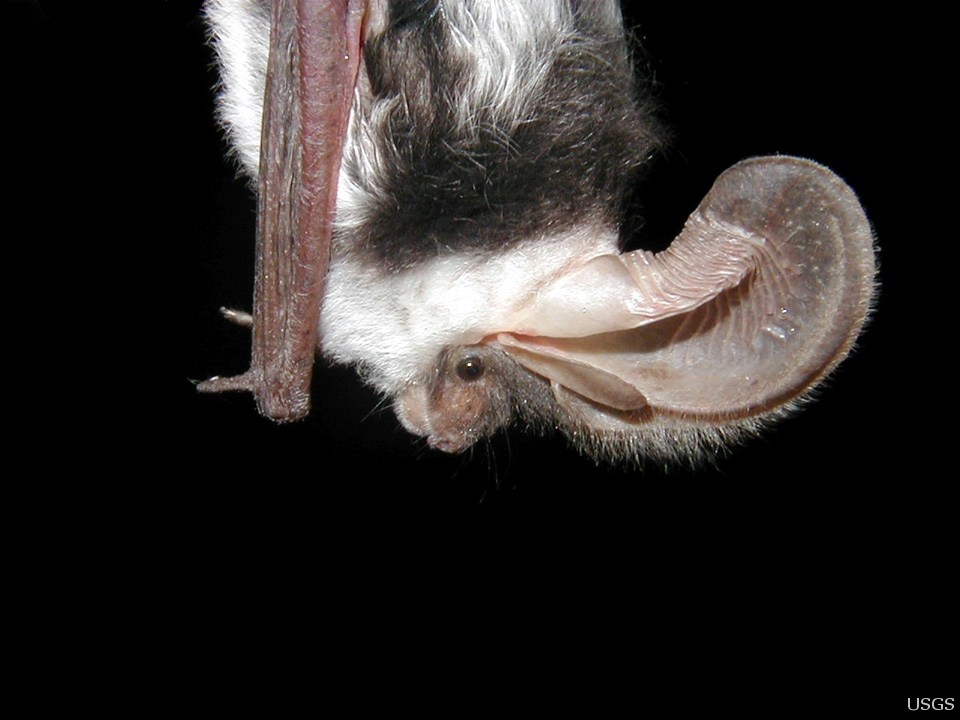
Netopýr skvrnitý (Euderma maculatum), detail hlavy

Vzhledem k velké rozmanitosti celé čeledi se její zástupci značně odlišují co se týče celkové tělesné velikosti, různých morfologických rysů a zbarvení srsti. Délka hlavy a těla se pohybuje od 3 do 10 cm a tělesná hmotnost dospělců činí 4 až 50 g. Z nejmenších zástupců lze jmenovat netopýra šplhavého (Afronycteris nana), mezi největší druhy patří například netopýr velký (Myotis myotis). Osrstění netopýrovitých může být často pouze nevýrazně hnědé, ačkoli někteří zástupci vynikají i pestřejšími barvami. Jmenovat lze například hustou, bílými znaky zdobenou srst netopýra šedého (Lasiurus cinereus), anebo zlaté až zářivě oranžové zbarvení netopýrů rodu Rhogeessa či asijského druhu Myotis formosus. V rámci netopýrovitých se objevuje pohlavní dimorfismus: samice bývají o něco mohutnější než samci, což jim umožňuje lépe udržovat tělesnou teplotu a jde zřejmě o jistou kompenzaci relativně vysokých energetických nákladů v období březosti a laktace.
Hlava se vyznačuje absencí výrazných výrůstků, typických pro jiné čeledi netopýrů, jako jsou listonosovití. Listovitý výrůstek na nose byl pozorován pouze u několika málo zástupců (např. rod Pharotis), stejně tak chybí i různé výběžky a modifikace spodních pysků. Tuto ztrátu obyčejně kompenzují výrazné ušní boltce, jež mohou být u některých druhů i extrémně zvětšené; jmenovat lze například zástupce rodu Corynorhinus, u nichž měří až 4 cm. Blanité ušní víčko neboli tragus se různí co do tvaru a celkové velikosti, přičemž tento znak může být užitečný při určování jednotlivých druhů. Některé druhy, například netopýr ušatý (Plecotus auritus), si během hřadování své rozměrné uši dokážou složit pod křídla, takže je na první pohled viditelné pouze blanité víčko. Oči jsou malé a nevýrazné, z výjimek potvrzujících pravidlo lze jmenovat například netopýra pláštíkového (Antrozous pallidus).
Celkový zubní vzorec je proměnlivý, činí 1–2.1.1–3.32–3.1.2–3.3 = 28 až 38 zubů. U zástupců této čeledi se objevuje evoluční trend ve zkracování čelistí a souběžné ztrátě řezáků a třenových zubů. Stavba lebky variuje od ploché po vysoce klenutou, chybí postorbitální výběžky a zvětšené nadočnicové oblouky.
Křídla jsou typicky široká, s celkovým rozpětím od 200 do 400 mm. Druhý prst přední končetiny zachovává záprstní kůstku neboli metakarpus a jeden krátký článek. Odvozená je stavba ramenního a loketního kloubu. Ocas je prodloužený, většinou zanořený v uropatagiální membráně, kterou přesahuje maximálně o několik milimetrů. Netopýrovití představují dobré letce, kteří se v prostoru orientují pomocí frekvenčně modulovaných echolokačních signálů. Podobně jako u ostatních netopýrů bez výrazného nosního listu dochází k vysílání echolokačních pulzů typicky skrze otevřenou tlamu (naproti tomu např. vrápencovití vysílají echolokační pulzy skrze nosní dírky).

## Chování a ekologie

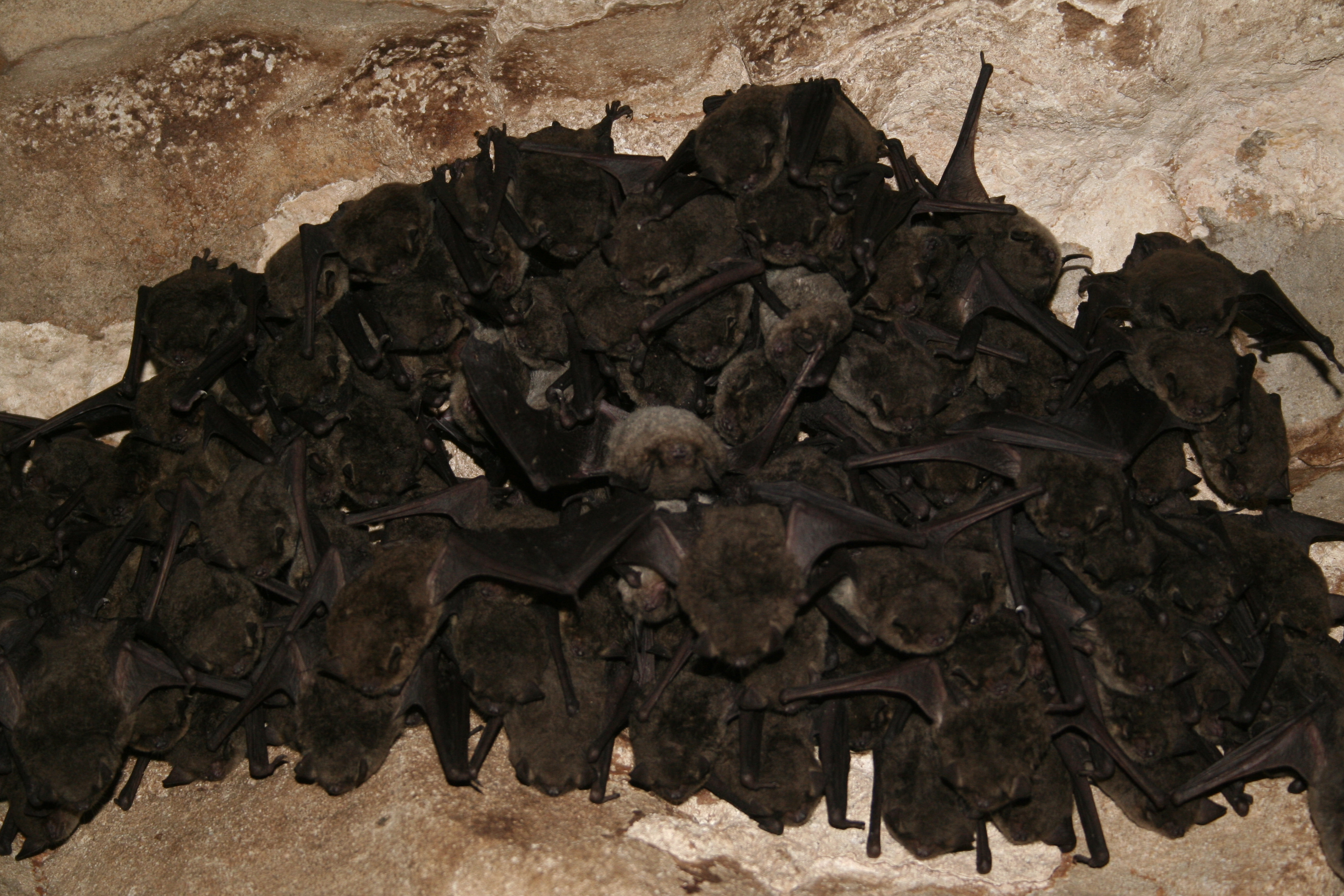
Netopýr hnědošedý (Myotis grisescens), kolonie

Jde o nejpočetnější čeleď letounů. Netopýrovití jsou rozšířeni skrze všechny suchozemské ekosystémy, s výjimkou polárních a vysokohorských oblastí a některých oceánských ostrovů. Při rozlišení podčeledí představují Verspertilioninae a Myotinae kosmopolitně rozšířené taxony, zatímco zástupci podčeledí Murininae a Kerivoulinae se vyskytují pouze na území Starého světa. Jednou z vlastností, která zapříčinila evoluční úspěch netopýrovitých a umožnila jim trvalou kolonizaci mírných areálů s chladnými zimami, je schopnost upadat do stavu hibernace, spojeným se snížení rychlosti metabolismu a tělesné teploty.

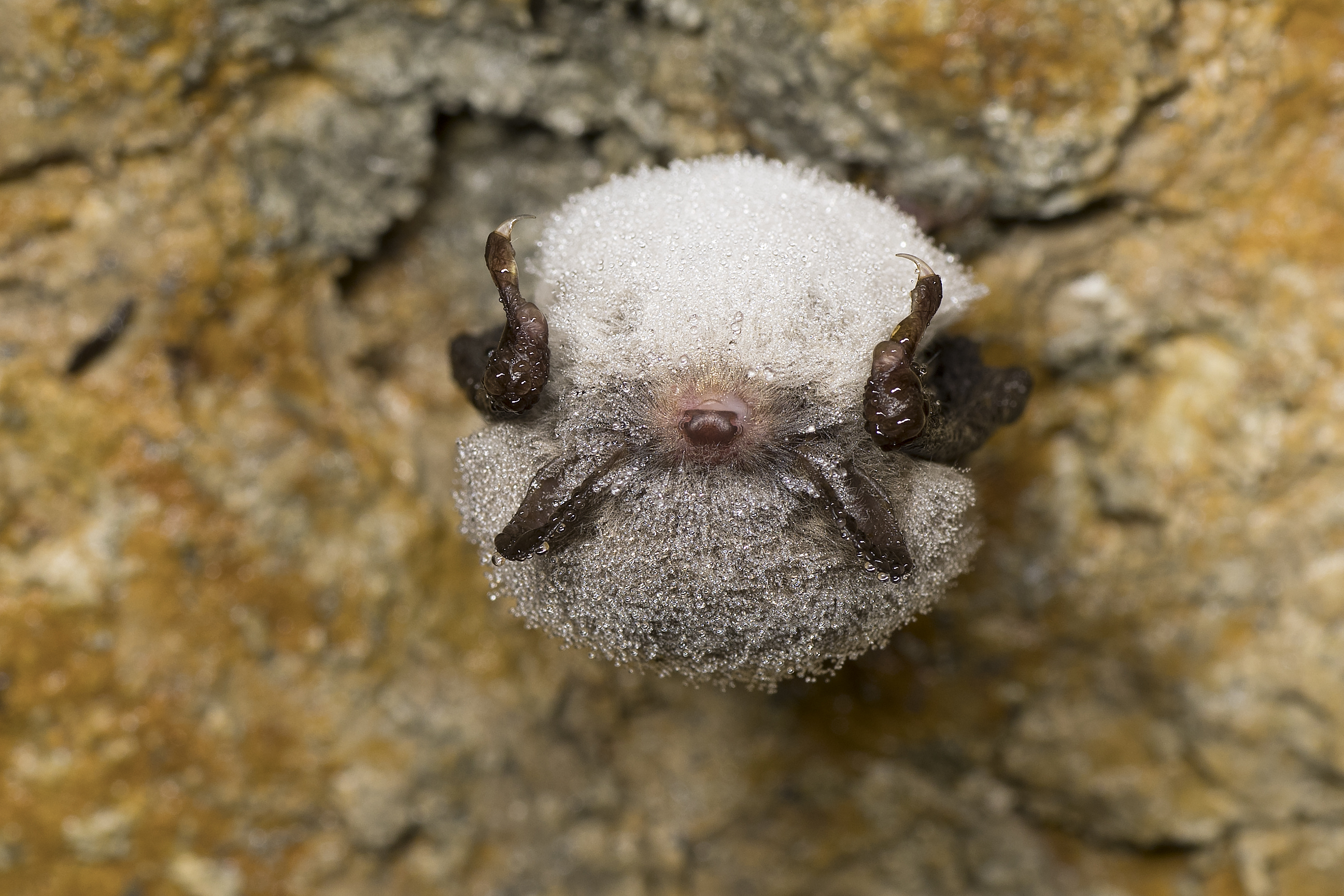
Hřadující netopýr vodní (Myotis daubentonii). Vlhkost, která se vysrážela na těle netopýra, pomáhá předcházet ztrátě vody

Typickými zimními hřadovišti jsou jeskyně, letní stanoviště mohou být naproti tomu značně rozmanitá. Především tropické druhy nemusejí hřadovat pouze v jeskyních a na jiných ekvivalentních místech, ale využívají k tomuto účelu například dostupnou vegetaci, jako jsou stromové dutiny. Zajímavou životní strategii z tohoto pohledu volí africký netopýr šplhavý (Afronycteris nana), jenž se přes den ukrývá v mladých listech banánovníků. Pozoruhodný způsob hřadování využívají i bornejské populace kerivul Hardwickeových (Kerivoula hardwickei), které za tímto účelem využívají láčky masožravých rostlin rodu Nepenthes – tento svazek je přičemž oboustranně výhodný, protože trus netopýrů vylučovaný do láček rostlině poskytuje potřebné dusíkaté látky. Jiné kerivuly k odpočinku zase využívají ptačí hnízda. Některé druhy pak přivykly vyjma přirozeného prostředí synantropnímu způsobu života; příkladem je netopýr večerní (Eptesicus serotinus), hojně rozšířený na území Evropy.
Netopýrovití jsou obecně známí tím, že hřadují v koloniích, které mohou čítat i desetitisíce jedinců – příkladem takového druhu je netopýr jeskynní (Myotis velifer), jenž se přirozeně vyskytuje v Severní Americe a vytváří až padesátitisícové agregace. U podobných vysoce koloniálních druhů se mohou objevovat i některé formy sociální hierarchie; samotnou komunikaci mezi jednotlivci zprostředkovává často tzv. „sociální volání“, jež je na rozdíl od echolokačních pulzů slyšitelné i lidskému uchu. Jiné druhy však přivykly samotářskému způsobu života: příkladem je netopýr rudohnědý (Lasiurus borealis).

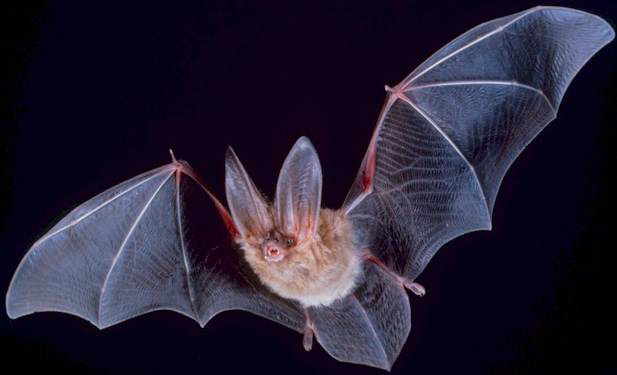
Netopýr Townsendův (Corynorhinus townsendii) za letu

Většina netopýrovitých během chladného období hibernuje, ale menší množství druhů se nepříznivým podmínkám vyhýbá prostřednictvím migrace. Netopýrovité lze obecně dělit na stálé zástupce, u nichž jsou hnízdní kolonie a zimní hřadoviště od sebe vzdáleny max. 50 km; dále na regionální migranty, překonávající vzdálenosti mezi 100–500 km; a nakonec na migranty na velké vzdálenosti, kteří se v průběhu roku přesouvají o 1000 a více km. Ve srovnání se stěhovavými ptáky a navzdory uraženým vzdálenostem provádějí netopýrovití většinou pouze kontinentální, a nikoli mezikontinentální migrace. Z evropských migrantů na velké vzdálenosti lze jmenovat například některé zástupce rodu Nyctalus, Pipistrellus či netopýra pestrého (Vespertilio murinus), ze světových například netopýra stříbřitého (Lasionycteris noctivagans) ze Severní Ameriky. Migrační vzorce mnohých druhů však zůstávají velmi špatně probádány, částečně na základě faktu, že zimní hřadoviště mohou být na často skrytých a odlehlých místech.

### Potrava

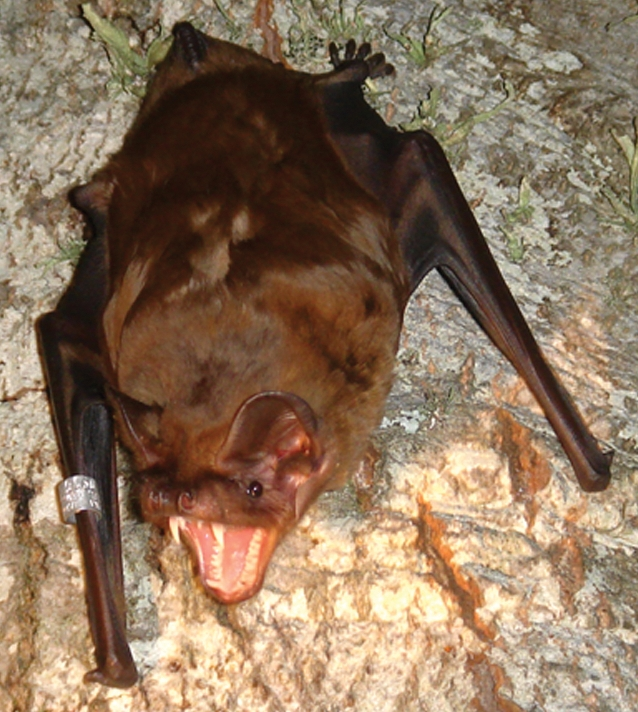
Pohled do tlamy netopýra obrovského

Netopýrovité lze souhrnně charakterizovat jako noční hmyzožravce, ačkoli složení jídelníčku může být – v závislosti na jednotlivých druzích – pestřejší. Kořistí netopýrovitých se většinou stává létající hmyz, který tito savci loví na otevřených prostranstvích. Jejich obratnost jim umožňuje kořist polapit přímo za letu: například netopýr krátkouchý (Nycticeius humeralis) je znám pro svá akrobatická „salta“, kdy si ulovený hmyz křídly srazí na svou ocasní membránu a odtud jej ještě ve vzduchu pozře. K orientaci v prostředí a detekci kořisti jim pomáhají frekvenčně modulované echolokační signály, což je vlastnost typická i pro jiné čeledi letounů. Většina netopýrovitých je schopna vnímat frekvence od zhruba 10 do 50 kHz, řada druhů však bývá nejcitlivější na konkrétní frekvenční rozsah, odpovídající jejich lovecké strategii. Navzdory tomu, že se netopýrovití přes den typicky ukrývají na svá hřadoviště a v noci loví, toto pravidlo nemusí být u všech druhů striktně dodržováno. U některých časně lovících netopýrů, jako je netopýr rezavý, tak není výjimkou ani odpolední aktivita.
Některé druhy netopýrovitých mohou naproti lovu ve vzduchu sbírat hmyz ze země, z povrchu listů nebo z květů – v takovém případě mohou zastávat úlohu opylovačů rostlin. Jiní netopýři se dokonce adaptovali na lov větších obratlovců. Z podobných predátorů lze jmenovat například netopýra pláštíkového, jenž zabíjí jak velké druhy bezobratlých, včetně sarančat a štírů, tak některé obratlovce, jako ropušníky nebo gekony. Někteří netopýrovití jsou schopni pomocí svých zvětšených, prodloužených drápů na zadních končetinách sbírat bezobratlé z vodní hladiny, jejich kořistí se však mohou stát i menší ryby. Z podobných „rybařících“ netopýrovitých lze jmenovat eurasijského netopýra vodního (Myotis daubentonii), jehož areál výskytu protíná i Česko. Netopýr obrovský (Nyctalus lasiopterus) je zase jediný zástupce své čeledi, který aktivně pronásleduje létající ptáky, k čemuž mu napomáhají dlouhá a úzká křídla, jež z něj činí zdatného letce. U některých netopýrovitých se naproti tomu objevují náznaky toho, že jejich jídelníček zahrnuje i ovoce: například murina chlupatá (Harpiocephalus harpia), žijící v jižní a jihovýchodní Asii, svou anatomií lebky a zubů připomíná plodožravé kaloně. Ekologické vztahy těchto murin jsou však jen velmi málo probádány.

### Rozmnožování

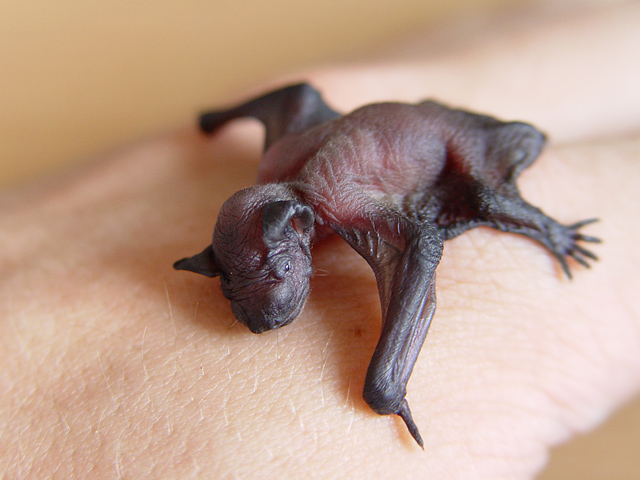
Novorozený netopýr hvízdavý (Pipistrellus pipistrellus)

Rozmnožovací chování se v rámci netopýrovitých různí a záleží mj. na tom, jestli tito savci žijí v trvalých koloniích, anebo utvářejí letní a zimní skupiny. Typické je, že obě pohlaví během roku žijí samostatně – s tím, že samice během léta vyštěpují vlastní mateřské kolonie, přičemž k fúzi do oboupohlavních zimujících kolonií dochází teprve na podzim, kdy také začíná období rozmnožování. Páření je nenáhodné a způsoby, jimiž samci vábí příslušné vnímavé samice, značně rozmanité. Někteří netopýři mohou k přilákání samic využít specifického volání, možností je i vylučování různých chemických atraktantů prostřednictvím specifických pachových žláz. Nejúspěšnější samci si tímto způsobem mohou vydržovat celou skupinku samic, již se snaží bránit před ostatními samci. Podobné sociální skupiny však nemívají dlouhého trvání a příští rok se opět rozpadají. Polygamní způsob páření však není typický pro všechny druhy: někteří netopýři, jako je kerivula barevná (Kerivoula picta), dokonce žijí v rodinných skupinách, tvořených monogamním párem a jeho mláďaty.
Samotné období březosti trvá 40 až 70 dní, ale především u zimujících druhů dochází k páření na podzim a samotné oplodnění vajíček je odloženo až na jarní měsíce. Samice netopýrovitých si totiž mohou samčí spermie schraňovat v životaschopném stavu až po dobu několika měsíců – v takovém případě je např. vyživují prostřednictvím specializované epitelové tkáně na stěnách dělohy. Toto tzv. odložené oplodnění netopýrovitých představuje odlišnou strategii ve srovnání s létavcovitými netopýry, pro něž je typická spíše tzv. odložená nidace: vajíčko je v takovém případě oplodněno, ale výsledný zárodek zůstává dlouhodobě ve stádiu blastocysty a v děloze se uhnízdí teprve na jaře. Některé druhy netopýrovitých, jako netopýr hnědý (Eptesicus fuscus), se mohou s příchodem jara spářit opětovně. Konečně, u netopýrovitých žijících v oblastech se stálým klimatem může rozmnožování probíhat po celý rok, a bez odloženého oplodnění.
Období porodů většinou spadá na přelom jarních a letních měsíců, novorozená mláďata jsou altriciální. Typicky se rodí pouze jediné mládě, ačkoli u některých druhů nejsou výjimkou ani větší vrhy. Rekordmanem jsou z tohoto pohledu nejspíše zástupci rodu Lasiurus, jejichž samice rodí až čtyři mláďata. Období laktace trvá průměrně jeden až dva měsíce. V tuto dobu samice o mláďata často pečují ve zmiňovaných vyštěpených mateřských koloniích, přičemž není výjimkou, že některé samice mohou „adoptovat“ i nevlastní potomstvo, pokud jejich vlastní mláďata uhynou. Mláďata se naučí létat přibližně do období odstavení. V tuto dobu jsou již nezávislá na matce a už během prvního roku se mohou osamostatnit. Samice netopýrovitých typicky dosahují pohlavní dospělosti v prvním roce života, samci až ve druhém roce. Průměrný věk dožití činí 10 let, což je nadprůměrné číslo ve srovnání se savci podobné velikosti. V rekordních případech se může vyšplhat i na více než 30 roků.

## Ohrožení

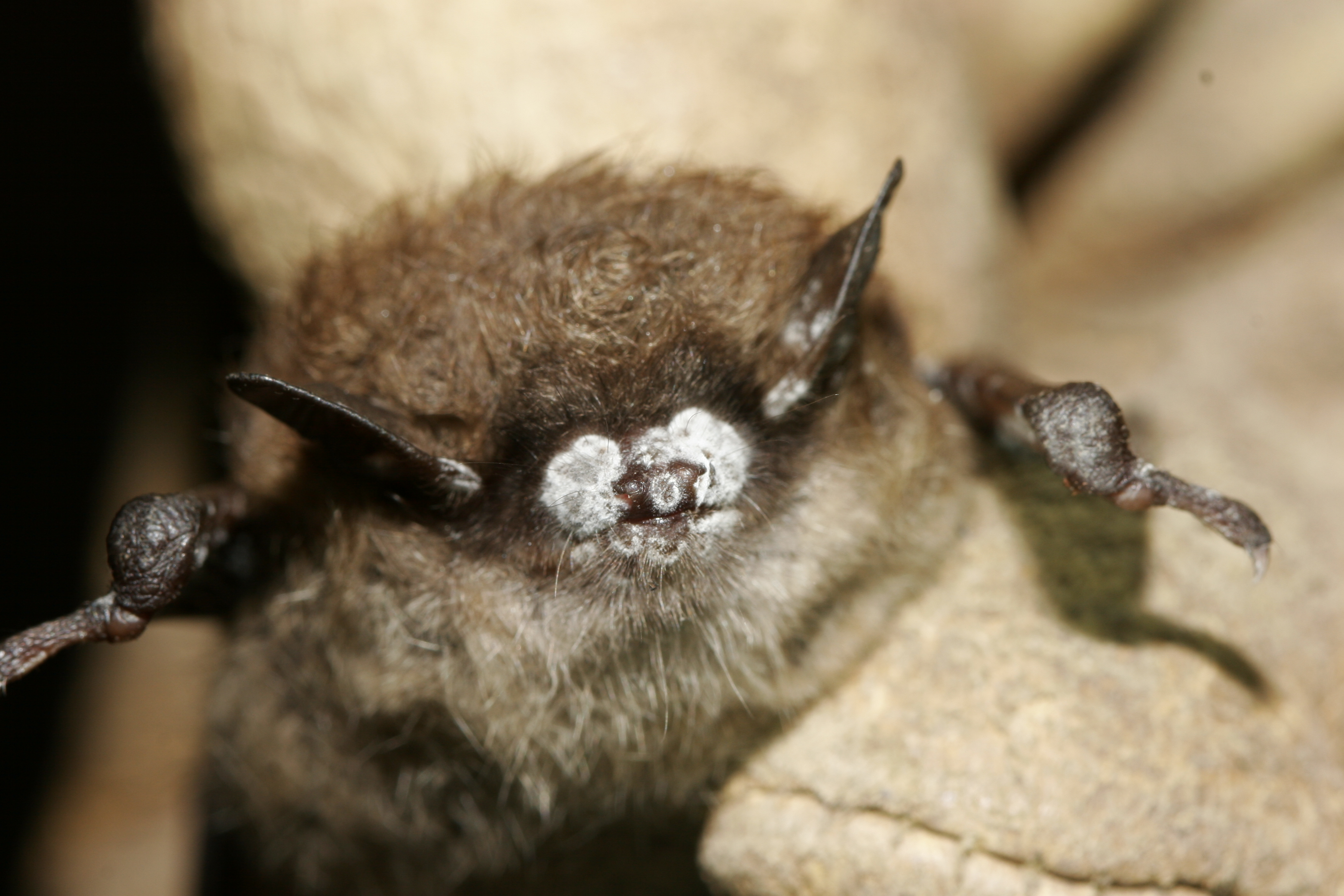
Netopýr hnědavý postižený syndromem bílého nosu

K březnu roku 2023 považoval Mezinárodní svaz ochrany přírody (IUCN) celkem 57 druhů netopýrovitých za obecně ohrožené, z toho 33 druhů spadalo mezi zranitelné (VU), 17 mezi ohrožené (EN) a 7 mezi kriticky ohrožené (CR).
Hlavní příčinu ohrožení představuje především ztráta přirozeného prostředí v důsledku lidských aktivit. Zvláště výrazný dopad mohou mít takové zásahy na druhy, jejichž celková populace je situována pouze v rámci několika konkrétních hřadovišť. Tento fenomén není nikterak výjimečný: například ohrožený druh netopýra Myotis peninsularis byl zaznamenán pouze na třech až čtyřech lokalitách na jihu Baja California, kriticky ohrožený netopýr Nyctophilus nebulosus se vyskytuje pouze v oblasti hory Koghis v Nové Kaledonii a podobně ohrožený druh Murina balaensis je zase svým výskytem omezen výhradně na nížinný deštný prales Bala na jihu Thajska. Vyjma zásahů do přirozeného prostředí se na úbytku netopýrovitých může podílet také zavlečení nepůvodních predátorů nebo patogenů. Především pro severoamerické druhy netopýrů je vážným problémem tzv. syndrom bílého nosu, což je plísňové onemocnění vyvolávané vřeckovýtrusnou houbou druhu Pseudogymnoascus destructans. Patogen, dovlečený pravděpodobně z Evropy, napadá (a vysiluje) zimující netopýry, a způsobuje tak masivní úhyny jedinců v infikovaných koloniích. Mezi druhy, jejichž populace byly postiženy touto chorobou, patří například netopýr hnědavý nebo netopýr společenský (Myotis sodalis).
Celkem tři druhy netopýrů IUCN pokládá za novodobě vyhynulé. Dva z nich, Pipistrellus sturdeei z Boninských ostrovů a Nyctophilus howensis z Ostrova Lorda Howa, jsou však jen velmi špatně známy; jejich existenci v obou případech prokazuje pouze holotypový vzorek, jenž navíc u N. howensis tvoří pouze zachovalá lebka. Naopak řádné množství informací existuje v případě netopýra Pipistrellus murrayi, jenž se v minulosti hojně vyskytoval na Vánočním ostrově. Jeho populace začaly nabírat klesající tendenci v průběhu 80. a 90. let 20. století a datum posledního pozorování připadá na rok 2009. Přesné příčiny vyhynutí nejsou zcela jednoznačné, klíčový vliv však zřejmě měly nepůvodní druhy predátorů.

## Přehled rodů
Následující přehled rodů byl vypracován na základě Itis, a je aktuální k březnu 2023.
čeleď netopýrovití (Vespertilionidae)
- podčeleď Kerivoulinae Miller, 1907
  - Kerivoula Gray, 1842
  - Phoniscus Miller, 1905
- podčeleď Murininae Miller, 1907
  - Harpiocephalus Gray, 1842
  - Harpiola Thomas, 1915
  - Murina Gray, 1842
- podčeleď Myotinae Tate, 1942
  - Eudiscopus Conisbee, 1953 	
  - Myotis Kaup, 1829
  - Submyotodon Ziegler

- podčeleď Vespertilioninae Gray, 1821

- tribus Antrozoini Miller, 1897

- Antrozous H. Allen, 1862
- Bauerus Van Gelder, 1959
- Rhogeessa H. Allen, 1866

- tribus Eptesicini Volleth & Heller, 1994

- Arielulus Hill & Harrison, 1987
- Eptesicus Rafinesque, 1820
- Glauconycteris Dobson, 1875
- Hesperoptenus Peters, 1868
- Histiotus Gervais, 1856
- Ia Thomas, 1902
- Lasionycteris Peters, 1866
- Scoteanax Troughton, 1943
- Scotomanes Dobson, 1875
- Scotorepens Troughton, 1943
- Thainycteris Kock & Storch, 1996

- tribus Lasiurini Tate, 1942

- Aeorestes Fitzinger, 1870
- Dasypterus Peters, 1870
- Lasiurus Gray, 1831

- tribus Nycticeiini Gervais, 1855

- Nycticeius Rafinesque, 1819

- tribus Perimyotini

- Parastrellus Hoofer, Van Den Bussche & Horáček, 2006
- Perimyotis Menu, 1984

- tribus Pipistrellini Tate, 1942

- Glischropus Dobson, 1875
- Nyctalus Bowditch, 1825
- Pipistrellus Kaup, 1829
- Scotoecus Thomas, 1901
- Scotozous Dobson, 1875
- Vansonia Roberts, 1946

- tribus Plecotini Gray, 1866

- Barbastella Gray, 1821
- Corynorhinus H. Allen, 1865
- Euderma H. Allen, 1892
- Idionycteris Anthony, 1923
- Otonycteris Peters, 1859
- Plecotus E. Geoffroy, 1818

- tribus Scotophilini Hill & Harrison, 1987

- Scotophilus Leach, 1821

- tribus Vespertilionini Gray, 1821

- Afronycteris Monadjem, Patterson & Demos, 2020
- Cassistrellus Ruedi, Eger, Lim & Csorba, 2017
- Chalinolobus Peters, 1867
- Falsistrellus Troughton, 1943
- Hypsugo Kolenati, 1856
- Laephotis Thomas, 1901
- Mimetillus Thomas, 1904
- Mirostrellus Görföl & kol., 2020
- Neoromicia Roberts, 1926
- Nycticeinops Hill & Harrison, 1987
- Nyctophilus Leach, 1821
- Pharotis Thomas, 1914
- Philetor Thomas, 1902 
- Pseudoromicia Monadjem & kol., 2020
- Tylonycteris Peters, 1872
- Vespadelus Troughton, 1943
- Vespertilio Linnaeus, 1758